# Fîrlădeni (Căușeni)
Fîrlădeni è un comune della Moldavia situato nel distretto di Căușeni di 4.860 abitanti al censimento del 2004

## Località
Il comune è formato dall'insieme delle seguenti località: (popolazione 2004)
- Fîrlădeni (4.515 abitanti)
- Fîrlădeni (345 abitanti)